# Stylocheiron indicum
Stylocheiron indicum är en kräftdjursart som beskrevs av R.A. Silas och Mathew 1967. Stylocheiron indicum ingår i släktet Stylocheiron och familjen lysräkor. Inga underarter finns listade i Catalogue of Life.